# Ráðbarðr
Ráðbarðr, i moderne gengivelse Radbard eller Rådbard (måske tillige Rathbarthi hos Saxo), var en sagnkonge fra vikingetiden. Han optræder i et antal forskellige norrøne tekster. Nyere dansk historieskrivning tenderer til at identificere ham med friserkongen Redbad (død 719).
Han var svigersøn til Skåne-, Daner- og Svearkongen Ivar Vidfadme og gift med dennes datter Aud (Auðr).
Ráðbarðr nævnes i mindst fem forskellige kilder (sagaer, kvad og slægtslister). I de fire af kilderne omtales der intet om hans geografiske eller slægtsmæssige tilknytning, mens han i en enkelt kilde (Sögubrot), nedskrevet omkring det 13. århundrede, identificeres som konge af Gardarige (Rusland). Frisland eksisterede ikke længere som en national enhed på den tid, hvor Sögubrot blev nedskrevet, mens Gardarige på sin side endnu ikke fandtes i det 7.- og 8. århundrede, hvor Ráðbarðr skulle have levet.
For videre oplysninger om Ráðbarðr - se: Redbad.